# Mnium perpusillum
Mnium perpusillum là một loài Rêu trong họ Mniaceae. Loài này được Warnst. mô tả khoa học đầu tiên năm 1915.